# Masdevallia
Masdevallia is een orchideeëngeslacht van meer dan vijfhonderd soorten die voorkomen van Mexico tot in het zuiden van Brazilië, voornamelijk grotere hoogte (2500-4000m).  De orchideeën groeien op de grond, als epifyt, of als lithofyt op vochtige rotsen.